# 1066-os busz
Az 1066-os jelzésű autóbuszvonal távolsági autóbuszjárat Budapest és Karcag között, melyet a MÁV Személyszállítási Zrt. lát el.

## Közlekedése
Naponta három járatpár szállítja az utasokat.
A járat menetideje Karcag felé 4 óra 5 perc, Budapest felé kettő járatnak 4 óra 10 perc, egy járatnak 4 óra 15 perc. Útvonalának hossza öt járat esetén 210,3 km, egy járat esetén 218,2 km.

## Megállóhelyei
| 1066 (Budapest – M3-as autópálya – Gyöngyös – Heves – Abádszalók – Karcag) | 1066 (Budapest – M3-as autópálya – Gyöngyös – Heves – Abádszalók – Karcag) | 1066 (Budapest – M3-as autópálya – Gyöngyös – Heves – Abádszalók – Karcag) | 1066 (Budapest – M3-as autópálya – Gyöngyös – Heves – Abádszalók – Karcag) | 1066 (Budapest – M3-as autópálya – Gyöngyös – Heves – Abádszalók – Karcag) | 1066 (Budapest – M3-as autópálya – Gyöngyös – Heves – Abádszalók – Karcag) | 1066 (Budapest – M3-as autópálya – Gyöngyös – Heves – Abádszalók – Karcag)          | 1066 (Budapest – M3-as autópálya – Gyöngyös – Heves – Abádszalók – Karcag) |
| sz.                                                                        | sz.                                                                        | Megállóhely                                                                | sz.                                                                        | sz.                                                                        | Átszállási kapcsolatok | Fontosabb létesítmények                                                             |                                                                            |
| -------------------------------------------------------------------------- | -------------------------------------------------------------------------- | -------------------------------------------------------------------------- | -------------------------------------------------------------------------- | -------------------------------------------------------------------------- | --- | ----------------------------------------------------------------------------------- | -------------------------------------------------------------------------- |
| 0                                                                          | 0                                                                          | Budapest, Stadion autóbusz-pályaudvar végállomás                           | 28                                                                         | 23                                                                         | 1, 1A 73, 75, 77, 80 95, 130, 195 396, 397, 398, 399, 400, 402, 410, 411, 412, 413, 414, 415, 422, 424, 430, 432, 434, 435, 436, 437, 438, 439, 440, 441, 442, 485, 486 1020, 1021, 1024, 1031, 1034, 1040, 1044, 1045, 1046, 1049, 1050, 1051, 1052, 1053, 1054, 1060, 1067, 1068, 1069, 1070, 1075, 1076, 1077, 1078                                         | Stadion autóbusz-pályaudvar Puskás Ferenc Stadion , Papp László Budapest Sportaréna |                                                                            |
| 1                                                                          | 1                                                                          | Budapest, Kacsóh Pongrác út                                                | 27                                                                         | 22                                                                         | 1, 1A, 3, 69 74, 81, 82 25, 32, 225 396, 397, 398, 399, 402, 412, 413, 414, 415, 422, 424, 432, 434, 435, 436, 437, 438, 439, 442 1020, 1021, 1024, 1031, 1034, 1040, 1044, 1045, 1046, 1049, 1050, 1051, 1052, 1053, 1054, 1067, 1068, 1069, 1076 | Mexikói út BVSC uszoda                                                              |                                                                            |
| 2                                                                          | 2                                                                          | Budapest, Szerencs utca                                                    | 26                                                                         | 21                                                                         | 96, 225, 296, 296A 396, 397, 398, 399, 402, 412, 413, 414, 415, 422, 424, 432, 434, 435, 436, 437, 438, 439, 442 1020, 1021, 1024, 1031, 1034, 1040, 1044, 1045, 1046, 1049, 1051, 1052, 1053, 1054, 1067, 1068, 1069, 1076 |                                                                                     |                                                                            |
| 3                                                                          | 3                                                                          | Gyöngyös, toronyház                                                        | 25                                                                         | 20                                                                         | 411, 413, 415 1040, 1044, 1045, 1046, 1049, 1050, 1054, 1068, 1069, 1348, 1427, 1469, 1515 3448, 3602, 3604, 3612, 3650, 3652, 3670, 3671, 3675, 3676, 3697, 4602, 4653 |                                                                                     |                                                                            |
| 4                                                                          | 4                                                                          | Gyöngyös, autóbusz-állomás                                                 | 24                                                                         | 19                                                                         | 1A 411, 413, 415 1040, 1044, 1045, 1046, 1049, 1050, 1054, 1068, 1069, 1301, 1305, 1308, 1348, 1402, 1427, 1469, 1515 3445, 3448, 3471, 3492, 3602, 3604, 3612, 3650, 3651, 3652, 3655, 3656, 3660, 3661, 3662, 3663, 3664, 3665, 3666, 3670, 3671, 3673, 3675, 3676, 3677, 3678, 3680, 3681, 3685, 3688, 3691, 3693, 3694, 3696, 3697, 3698, 3699, 4602, 4653 |                                                                                     |                                                                            |
| ∫                                                                          | 5                                                                          | Gyöngyös, karácsondi elágazás                                              | ∫                                                                          | ∫                                                                          | 1068 3666, 3685, 3688 |                                                                                     |                                                                            |
| ∫                                                                          | 6                                                                          | Gyöngyös, Karácsondi út                                                    | ∫                                                                          | ∫                                                                          | 1068 3666, 3685, 3688 |                                                                                     |                                                                            |
| ∫                                                                          | 7                                                                          | Gyöngyös, Ipari park                                                       | ∫                                                                          | ∫                                                                          | 1068 3666, 3685, 3688 |                                                                                     |                                                                            |
| 5                                                                          | 8                                                                          | Karácsond, községháza                                                      | 23                                                                         | 18                                                                         | 1068, 1069 3666, 3685 |                                                                                     |                                                                            |
| 6                                                                          | 9                                                                          | Karácsond, Vasút utca 6.                                                   | 22                                                                         | 17                                                                         | 1068, 1069 3666, 3685 |                                                                                     |                                                                            |
| 7                                                                          | 10                                                                         | Nagyfüged, autóbusz-váróterem                                              | 21                                                                         | 16                                                                         | 1068, 1069 3665, 3666, 3685, 3695 |                                                                                     |                                                                            |
| 8                                                                          | 11                                                                         | Tarnazsadány, faluszéle                                                    | 20                                                                         | 15                                                                         | 1068, 1069 3665, 3666, 3685, 3695 |                                                                                     |                                                                            |
| 9                                                                          | 12                                                                         | Tarnaméra, iskola                                                          | 19                                                                         | 14                                                                         | 1068, 1069 3665, 3666, 3667, 3670, 3695 |                                                                                     |                                                                            |
| 10                                                                         | 13                                                                         | Boconád, községháza                                                        | 18                                                                         | 13                                                                         | 1068, 1069 3444, 3665, 3666, 3667, 3670, 3695 |                                                                                     |                                                                            |
| 11                                                                         | 14                                                                         | Heves, Hősök tere                                                          | 17                                                                         | 12                                                                         | 1067, 1068, 1069, 1362, 1376, 1443, 1466, 1517 3424, 3434, 3441, 3442, 3443, 3444, 3550, 3560, 3561, 3562, 3665, 3666, 3670, 3689, 3695 |                                                                                     |                                                                            |
| 12                                                                         | 15                                                                         | Heves, autóbusz-állomás                                                    | 16                                                                         | 11                                                                         | 1067, 1068, 1069, 1075, 1362, 1376, 1443, 1466, 1517 3424, 3434, 3441, 3442, 3443, 3444, 3550, 3560, 3561, 3562, 3665, 3666, 3669, 3670, 3689, 3695 |                                                                                     |                                                                            |
| 13                                                                         | 16                                                                         | Heves, Hősök tere                                                          | 15                                                                         | 10                                                                         | 1067, 1068, 1069, 1376, 1443, 1466, 1517 3424, 3434, 3441, 3442, 3443, 3444, 3550, 3560, 3561, 3562, 3665, 3666, 3670, 3689, 3695 |                                                                                     |                                                                            |
| 14                                                                         | 17                                                                         | Hevesvezekény, községháza                                                  | ∫                                                                          | 9                                                                          | 3441, 3560 |                                                                                     |                                                                            |
| ∫                                                                          | ∫                                                                          | Átány, autóbusz-váróterem                                                  | 14                                                                         | ∫                                                                          | 1068, 1069, 1075, 1443 3434, 3441, 3442, 3443, 3550, 3561, 3562 |                                                                                     |                                                                            |
| ∫                                                                          | ∫                                                                          | Átány, Alvégesi temető                                                     | 13                                                                         | ∫                                                                          | 1068, 1069 3434, 3561, 3562 |                                                                                     |                                                                            |
| ∫                                                                          | ∫                                                                          | Kömlő, italbolt                                                            | 12                                                                         | ∫                                                                          | 1068, 1069, 1075, 1346, 1443 3430, 3431, 3433, 3434, 3436, 3561, 3562 |                                                                                     |                                                                            |
| ∫                                                                          | ∫                                                                          | Kömlő, Egri út 132.                                                        | 11                                                                         | ∫                                                                          | 1068, 1069 3431, 3433, 3436, 3561, 3562 |                                                                                     |                                                                            |
| ∫                                                                          | ∫                                                                          | Tiszanána, Ballók-tó                                                       | 10                                                                         | ∫                                                                          | 1068, 1069, 1346, 1443 3431, 3433, 3436, 3561, 3562 |                                                                                     |                                                                            |
| ∫                                                                          | ∫                                                                          | Tiszanána, Fő tér                                                          | 9                                                                          | ∫                                                                          | 1068, 1069, 1075, 1346, 1443 3431, 3433, 3436, 3561, 3562 |                                                                                     |                                                                            |
| ∫                                                                          | ∫                                                                          | Kisköre, Kossuth Lajos utca 50.                                            | 8                                                                          | ∫                                                                          | 1069 3433, 3436, 3561 |                                                                                     |                                                                            |
| 15                                                                         | 18                                                                         | Kisköre, Szent István park                                                 | 7                                                                          | 8                                                                          | 1069, 1075, 1346, 1443 3433, 3436, 3561 |                                                                                     |                                                                            |
| 16                                                                         | 19                                                                         | Pusztataskony, szociális otthon                                            | 6                                                                          | 7                                                                          | 1069, 1075, 1346, 1443 3561, 4613, 4760 |                                                                                     |                                                                            |
| 17                                                                         | 20                                                                         | Abádszalók, autóbusz-állomás                                               | 5                                                                          | 6                                                                          | 1069, 1075, 1346, 1443, 1516 3561, 4609, 4613, 4730, 4731, 4760 |                                                                                     |                                                                            |
| 18                                                                         | 21                                                                         | Kunhegyes, autóbusz-állomás                                                | 4                                                                          | 5                                                                          | 1346, 1377, 1443, 1468, 1516 4608, 4609, 4614, 4616, 4720, 4730, 4757, 4760 |                                                                                     |                                                                            |
| 19                                                                         | 22                                                                         | Kunmadaras, községháza                                                     | 3                                                                          | 4                                                                          | 1375, 1377, 1443, 1468 4608, 4614, 4616, 4700, 4701, 4702, 4730 |                                                                                     |                                                                            |
| 20                                                                         | 23                                                                         | Berekfürdő, strandfürdő                                                    | 2                                                                          | 3                                                                          | 1375, 1443 4616, 4700, 4701, 4702, 4730 | berekfürdői strand                                                                  |                                                                            |
| 21                                                                         | 24                                                                         | Karcag, Madarasi út 53.                                                    | 1                                                                          | 2                                                                          | 1, 1A 4616, 4700, 4701, 4702, 4730 |                                                                                     |                                                                            |
| ∫                                                                          | ∫                                                                          | Karcag, autóbusz-állomás                                                   | 0                                                                          | 1                                                                          | 1, 1A, 2, 2A, 3, 4 1375, 1443 4616, 4619, 4700, 4701, 4702, 4704, 4710, 4715, 4720, 4730, 4812 |                                                                                     |                                                                            |
| 22                                                                         | 25                                                                         | Karcag, Kossuth tér                                                        |                                                                            | ∫                                                                          | 1, 1A, 2, 2A, 3, 4 4700, 4701, 4702, 4710, 4715, 4720, 4730 |                                                                                     |                                                                            |
| 23                                                                         | 26                                                                         | Karcag, vasútállomás végállomás                                            |                                                                            | 0                                                                          | 1, 1A, 3, 4 4700, 4701, 4702, 4710, 4730, 4812 személyvonat, Cívis InterRégió, Szabolcsi Tekergő expresszvonat, Aranypart expresszvonat, expresszvonat, Hargita nemzetközi InterCity, Corona nemzetközi InterCity, Hortobágy EuroCity, Transilvania EuroCity, Corvin nemzetközi gyorsvonat                                                                     | Karcag vasútállomás                                                                 |                                                                            |